# Technicians of the sacred
Technicians of the sacred is een studioalbum van Ozric Tentacles. De hoes van het album bevat behalve titels en personeel geen enkele informatie. Het album verscheen op sublabel Madfish van Snapper Music, bijna tegelijk met heruitgaven van de eerste zes albums van de Ozrics. De muziekgroep promootte het album zowel in Noord-Amerika als in Europa. 
Het album werd uitgebracht als dubbelelpee en dubbel-cd. Het is Ozrics' eerste dubbel-lp sinds Erpland uit 1990, dat echter wel op één cd paste. In recensies werd dit album ingeschat als een van de betere binnen het oeuvre van de Ozrics. Toch werd ook vaak aangehaald dat bijna albums van die band (behalve die uit het begin van hun carrière) grotendeels onderling inwisselbaar zijn. Alle nummers zijn instrumentaal.

## Musici
- Ed Wynne – gitaar, synthesizer, geluidseffecten
- Brandi Wynne – basgitaar
- Silas Neptune – synthesizer, saz, geluidseffecten
- Balázs Szende – slagwerk, percussie
- Paul Hankin – percussie

## Muziek
| Nr. | Titel            | Duur  |
| --- | ---------------- | ----- |
| 1.  | The high pass    | 8:24  |
| 2.  | Butterfly garden | 5:04  |
| 3.  | Far memory       | 7:12  |
| 4.  | Changa masala    | 6:04  |
| 5.  | Zingbong         | 8:27  |
| 6.  | Switchback       | 10:12 |

| Nr. | Titel                               | Duur  |
| --- | ----------------------------------- | ----- |
| 1.  | Epiphlioy                           | 11:49 |
| 2.  | The unusual village                 | 6:20  |
| 3.  | Smiling potion                      | 7;12  |
| 4.  | Rubbing shoulders with the absolute | 8;36  |
| 5.  | Zenlike creature                    | 9:54  |